# Ascorhynchus insularus
Ascorhynchus insularus is een zeespin uit de familie Ascorhynchidae. De soort behoort tot het geslacht Ascorhynchus. Ascorhynchus insularus werd in 1972 voor het eerst wetenschappelijk beschreven door Clark. 